# Royale Jeunesse aischoise
 (août 2021).
Si vous disposez d'ouvrages ou d'articles de référence ou si vous connaissez des sites web de qualité traitant du thème abordé ici, merci de compléter l'article en donnant les références utiles à sa vérifiabilité et en les liant à la section « Notes et références ».
Maillots
Dernière mise à jour : 19 août 2021.
La Royale Jeunesse Aischoise est un club de football belge basé à Aische-en-Refail, sur le territoire de la commune d'Éghezée. Le club, porteur du matricule 3020, évolue en Division 3 Amateur (5e niveau) lors de la saison 2021-2022 pour ce qui constitue sa 12e saison dans les séries nationales belges, donc six au 4e niveau.

## Repères historiques généraux
- 1927 : 2 février 1927, création de FOOTBALL CLUB AISCHOIS qui s'affilie auprès de l'URBSFA  le 11 février 1927 et se voit attribuer le n° de matricule 912.
- 1930 : 27 février 1933, radiation de FOOTBALL CLUB AISCHOIS (912) Cause/raison exacte inconnue.
- 1936 : 16 septembre 1936, SPORTING CLUB AISCHOIS s'affilie auprès de l'URBSFA et se voit attribuer le n° de matricule 2441.
- 1939 : 5 septembre 1939, radiation de SPORTING CLUB AISCHOIS (2441) Cause/raison probable : à la suite de l'envahissement de la Pologne par les troupes nazies le 1er septembre 1939, la France et le Royaume-Uni déclarent la guerre à l'Allemagne deux jours plus tard. Au même moment, le gouvernement belge a décrété la « mobilisation générale ». Celle-ci entraîne l'arrêt d'activités de nombreux clubs de football, lesquels conformément au règlement en vigueur, démissionnent ou sont radiés des registres de la fédération..

## Histoire

### Origines
En se référant aux archives de l'URBSFA, on sait que le village d'Aische-en-Refail connaît au moins du cercles entre 1927 et 1939 : le FC Aischois renseigné comme évoluant en « Vert Blanc » en 1930 et le SC Aischois dont les couleurs sont « Jaune et Bleu ». Si on ne connaît pas la raison exacte de l'arrêt du « FC », il paraît plus que probable le « SC » cesse ses activités en raison de la « Mobilisation Générale » des Forces Armées Belges (FAB) et du début de la Seconde Guerre mondiale.
On ne sait rien non plus d'une éventuelle existence des deux clubs précités avant et/ou après leur affiliation à l'URBSFA.

### Jeunesse Sportive
C'est le 12 avril 1941 qu'est fondé la JS Aischoise qui est affiliée auprès de l'URBSFA le 5 novembre 1941 et se voit attribuer le n° de matricule 3020. Comme le démontrent les premiers statuts de 1941, tout comme ceux réactualisés en 1973, le « nom officiel » du club est bien « Jeunesse Sportive ». L'erreur d'inscription de la fédération n'est jamais corrigée et depuis près de 80 ans, on parle donc de la Jeunesse Aischoise .

### Club provincial
Durant près une dizaine d'années, le club migre d'une localisation à l'autre, jusqu'à trouver son emplacement définitif au début des années '1950. En 1956, le cercle atteint pour la prmeière fois la Première provinciale namuroise et s'y installe. Plusieurs relégations vers la « P2 » survient mais le club revient régulièrement au plus haut niveau provincial. Il y reste toutefois assez souvent concerné par la lutte pour le maintien. On note des remontées en « P1 » en 1979, en 1985 et en 1991.
Reconnu « Société royale » vers le 29 mai 1991, le cercle hesbignon devient la Royale Jeunesse Aischoise à partir du 1er juillet 1991.

### Accès aux séries nationales
Club de village par excellence, la RJ Aischoise retrouve la « P1 Namuroise » en 1996 et y devient une valeur sûre. Trois ans plus tard, le matricule 3020 est classé gagne le Tour final de P1 et se qualifie pour le Tour final interprovincial (TFI). Victorieux en déplacement à l'Eendracht Meldert (0-1), le club rouge et blanc est ensuite nettement défait au Daring Blankenberge (3-0) lequel, un an plus tard, fusionne avec son voisin du « K. SV » pour former le K. SC Blankenbgerge . Aische joue le « repêchage des battus » à domicile, mais s'incline (3-5) contre le R. RC Estaimpuis. Ce cercle hennuyer est finalement promu car une place se libère à la suite de l'union entre deux clubs roulariens (Le « K. SK » et le « K. FC » fusionnent pour former le K. SV Roeselare lequel disparaît après faillite en septembre 2020).

#### Deux aller/retour
La RJ Aischoise puise l'énergie dans la déception car au terme de Au terme de l'exercice 2009-2010, le club est sacré « champion provincial » et accède à la nationale pour la première fois de son Histoire. Coïncidence sympathique, dans le village quasiment voisin, Meux, vice champion est aussi « promu direct » à la suite de la relégation de la Royale Entente Sambrevilloise, empêtrée dans les problèmes financiers. Pour le club aischois, cette première expérience en Promotion » ne dure que l'espace d'une saison. Alors que Meux devance Couillet « d'une victoire », Aische termine trois unités derrière ces deux clubs, à la 14e place, celle du premier descendant direct.
En 2002-2003, La RJ Aischoise enlève un nouveau titre provincial et peut faire son retour « Promotion ». Mais second passage connaît la même issue que le premier: un retour en « P1 ». Cette fois, le matricule 3020 hérite de la « lanterne rouge » avec 11 unités de moins que le R. CS Nivellois barragiste et finalement relégué au terme du Tour final interprovincial.

#### La troisième est la bonne
Au terme de la saison 2005-2006, le club hesbignon conquiert son 3e titre provincial. La saison suivante pour la première fois, Aische prolonge son séjour en Nationale, au prix d'une 11e place, deux points au-dessus de R. CS Jeunesse de Grivegnée, le barragiste qui assure son maintien rapidement.
En 2008, La « RJA » obtient son meilleur classement dans l'absolu: « 9e en Division 4 ». Un an plus tard, Aische retrouve un 11e rang mais avec moins de stress que deux ans plus tôt car le club a cinq unités d'avance sur le barragiste (Ciney qui se maintient après un match de barrage).
La belle aventure prend fin en 2010 avec une 15e position finale qui sanctionne le retour du matricule 3020 en « P1 Namuroise ».

### Recommencez patiemment en Provinciale
Revenu en 1re Provinciale, la Royale Jeunesse Aischoise compte bien retrouver l'échelon national et s'y attelle. Le Pendant cinq saisons consécutives, le club termine à chaque fois dans le Top 5 (chronologiquement 3e, 5e, 5e, 4e et 4e). Chaque année, le cercle hesbignon se qualifie pour le « Tour final de P1 » et en dispute la finale de 2011 à 2014 ! Mais, à chaque fois, il manque un petit quelque chose et le club n'atteint pas le « Tour final interprovincial ».

## Retour en Nationale
La 6e saison est la bonne pour la Jeunesse Aischoise qui termine vice championne derrière un CS Onhaye pratiquement intouchable. Cette fin saison est marquée par la réforme des compétitions qui introduit un 5e niveau hiérarchique national, baptisé « Division 3 Amateur ». En raison de son classement, le matricule 3020 est placé pour rejoindre directement la nouvelle division.
Quelques grincements de dents avant la saison 2016-2017 car Aische n'est pas placé dans la série avec les autres cercles namurois. Une 9e place finale permet au club d'accomplir son premier objectif: « assurer son maintien ». C'est réalisé sans trop de difficultés.

### Deux échecs de peu
Lors de la saison 2017-2018, le cercle hesbignon peut faire montre d'une peu plus d'ambition. Vainqueur d'une période et 4e au général, Aische est placé pour le tour final. Celui-ci débute par une victoire au FC Herstal (0-2), mùais ensuite les Francs Borains se révèlent un morceau trop important (4-0). Un repêchage entre les battus du second tour est organisé. A domiciel, les Aischois se font surprendre, comme lors de tours finaux provinciaux précédent, par Couvin-Mariembourg (1-3). Ce succès permet au club fagnard de bénéficier de la place qui se libère à l'étage supérieur en raison de la montée du R. FC de Liège, en Division 1 Amateur, via le Tour final !
Pour l'exercice 2018-2019, la « RJA » retrouve les cercles Brabançons wallons et hennuyers et s'offre une place sur le podium de la série (3e). Les espoirs de monter en « Division 2 Amateur » sonr rapidement douchés par une sévère défaite à Givry (5-1).
La Jeunesse Aischoise se pique au jeu d'être « une équipe de tête ». Lors de la saison 2019-2020, le cercle rouge et blanc, qui est replacé avec les Liégeois et le Luxembourgeois occupe une nouvelle fois les premiers rôles de sa série. Lorsqu'en raison de l'évolution de la Pandémie de Covid-19, les championnats sont arrêtés puis figés par la fédération, Aische occupe le 2e rang avec 47 points, cinq unités derrière Warnant. Quand la fédération décide d'appliquer les critères de montées et descentes prévus (hors tours finaux). Trois équipes du 5e étage sont appelées à grimper d'une division. Il s'agit logiquement du leader de chaque série en compagnie du « meilleur deuxième ». Cette place revient au SCUP Jette qui totalise 48 points.
Pour la deuxième fois, il s'en est donc fallut de peu pour que le matricule 3020 retrouve le 4e niveau hiérarchique national. La saison 2020-2021 débute en retard. Lorsque les compétitions sont interrompues début octobre 2020, les Aischois ont réalisé un « 6 sur 9 ». Face au maintien de diverses restrictions liées à la situation sanitaire générale, la fédération décide sagement d'annuler la saison, sans montée ni descente, en dessous du 2e niveau national.

### Rester ambitieux
Alors que se profile; après dix-huit mois d'attente, la saison 2021-2022, la R. Jeunesse Aischoise veut rester ambitieuse dans une série qui ne compte que 15 formations. Ayant fusionné avec Tubize, le Stade Brainois n'est pas remplacé numériquement. Il le sera, vraisemblablement par un montant hennuyer supplémentaire, en vue de l'exercice 2022-2023.

## Résultats dans les divisions nationales
Statistiques mises à jour le 20 août 2020 - au terme de la saison 2020-2021

### Bilan
| Niv | Divisions     | Jouées | Titres | TM Up | TM Down |
| --- | ------------- | ------ | ------ | ----- | ------- |
| I   | 1re nationale | 0      | 0      |       |         |
| II  | 2e nationale  | 0      | 0      |       |         |
| III | 3e nationale  | 0      | 0      |       |         |
| IV  | 4e nationale  | 6      | 0      |       |         |
| V   | 5e nationale  | 5      | 0      | 2     |         |
|     |               |        |        |       |         |
|     | TOTAUX        | 11     | 0      | 2     | 0       |

- TM Up : test-match pour départager des égalités, ou toutes formes de Barrages ou de Tour final pour une montée éventuelle.
- TM Down : test-match pour départager des égalités, ou toutes formes de Barrages ou de Tour final pour le maintien.

### Classements saison par saison
| Ordre               | Saison  | Nom du club           | Niveau                          | Classement final | Remarques                        |
| ------------------- | ------- | --------------------- | ------------------------------- | ---------------- | -------------------------------- |
| 1                   | 2000-01 | R. Jeunesse Aischoise | Promotion série D               | 14e/16           | Relégué                          |
| séries provinciales |         |                       |                                 |                  |                                  |
| 2                   | 2003-04 | R. Jeunesse Aischoise | Promotion série D               | 16e/16           | Relégué                          |
| séries provinciales |         |                       |                                 |                  |                                  |
| 3                   | 2006-07 | R. Jeunesse Aischoise | Promotion série D               | 11e/16           |                                  |
| 4                   | 2007-08 | R. Jeunesse Aischoise | Promotion série D               | 9e/16            |                                  |
| 5                   | 2008-09 | R. Jeunesse Aischoise | Promotion série D               | 11e/16           |                                  |
| 6                   | 2009-10 | R. Jeunesse Aischoise | Promotion série D               | 15e/16           | Relégué                          |
| séries provinciales |         |                       |                                 |                  |                                  |
| 7                   | 2016-17 | R. Jeunesse Aischoise | Division 3 Amateur ACFF série B | 9e/14            |                                  |
| 8                   | 2017-18 | R. Jeunesse Aischoise | Division 3 Amateur ACFF série B | 4e/16            | Tour final                       |
| 9                   | 2018-19 | R. Jeunesse Aischoise | Division 3 Amateur ACFF série B | 3e/16            | Tour final !                     |
| 10                  | 2019-20 | R. Jeunesse Aischoise | Division 3 Amateur ACFF série B | 2e/16            | Saison arrêtée le 12 mars 2020 ! |
| 11                  | 2020-21 | R. Jeunesse Aischoise | Division 3 ACFF série B         | N/A              | Saison annulée !                 |
| 12                  | 2021-22 | R. Jeunesse Aischoise | Division 3 ACFF série B         | .../15           |                                  |

## Personnalités du club

### Anciens joueurs importants
- Roch Gérard, ancien joueur de Charleroi où il joue plus de 200 matches en Division 1, finit sa carrière à Aische lors de la saison 2003-2004 pàuis y débute celle d'entraîneur
- Marco Casto, ancien joueur de Charleroi et Mouscron, clubs avec lesquels il joue plus de 10 ans en première division, termine sa carrière à Aische entre 2006 et 2008.